# Pulmonologie
De specialisatie pulmonologie, pneumonologie, pneumologie of longziekten houdt zich bezig met de opsporing en genezing van longziekten. In het begin van de 20e eeuw heeft dit vakgebied zich afgesplitst van de interne geneeskunde.
In Nederland wordt tuberculose in het specialisme meegenomen en heet het vakgebied "Longziekten en tuberculose". Tuberculose wordt apart vermeld, omdat dit strikt genomen geen longziekte is.
Het vakgebied heeft een veelheid aan aandachtsgebieden:
- ontstekingen (longontsteking)
- longkanker
- COPD en astma
- longembolie
- beademing op een intensive care

De longartsen zien zich in Nederland vertegenwoordigd door de NVALT, de Nederlandse Vereniging van Artsen voor Longziekten en Tuberculose.